# George Stephanopoulos

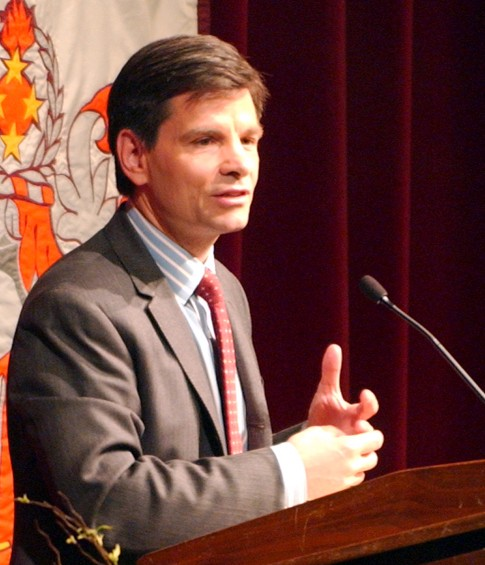
George Stephanopoulos

George Robert Stephanopoulos (Grieks: Γεώργιος Στεφανόπουλος) (Fall River (Massachusetts), 10 februari 1961) is de presentator van het Amerikaanse, door de ABC uitgezonden zondagochtendprogramma This week en Good Morning America In 1992 was hij senioradviseur in het campagneteam van Bill Clinton en later in het Witte Huis diens perschef.
Stephanopoulos groeide op in Cleveland (Ohio), als afstammeling van Griekse immigranten. Hij werd Grieks-orthodox opgevoed. Hij studeerde filosofie aan de Columbia-universiteit in New York. Daarna studeerde hij met een Rhodesbeurs nog rechten aan de Universiteit van Oxford in Engeland.
In de verkiezingscampagne van 1992 was hij een van de belangrijkste adviseurs van Bill Clinton. Als dank voor zijn inzet bevorderde Clinton Stephanopoulos tot perschef van het Witte Huis. Een groot succes werd dat niet. Stehpanopoulos leed al snel aan depressies en kreeg allerlei vormen van huiduitslag, zoals hij later - in zijn memoires All too human - zelf beschreef. Na zijn vertrek bij het Witte Huis trad hij in dienst van ABC.
Bill Clinton schreef op zijn beurt in zijn memoires dat de verantwoordelijkheden waarschijnlijk te zwaar geweest waren voor zijn jonge perschef.
Stephanopoulos is in 2001 getrouwd met Alexandra Wentworth, die hij leerde kennen door een blind date, met wie hij twee dochters heeft.
- Bibsys: 90075143
- Bibliothèque nationale de France: cb14467637b (data)
- CiNii: DA0132321X
- Gemeinsame Normdatei: 123051169
- International Standard Name Identifier: 0000 0000 8124 2917
- Library of Congress Control Number: n94024387
- Nationale Bibliotheek van Letland: 000122018
- National Archives and Records Administration: 10575812
- Nationale Bibliotheek van Tsjechië: xx0201429
- Nationale bibliotheek van Australië: 36340092
- Nationale Bibliotheek van Israël: 987007356745505171
- Nederlandse Thesaurus van Auteursnamen: 071618198
- Virtual International Authority File: 34618964
- WorldCat: E39PCjtKbfk3qDtkKR4TRvJQ7b